# Ренате Велш
Рена́те Велш (нім. Renate Welsh; *1937, Відень) — австрійська письменниця.
Народилася 1937 року у Відні. У Віденському університеті вивчала англійську й іспанську філологію та літературознавство. Керувала дитячою літературною студією. Писати почала ще в дитинстві. Як каже письменниця, «щоб пізнати саму себе».
Найвідоміші твори:
- «Онук мисливця на левів» (1969),
- «Йоганна» (1979),
- «Крило дракона» (1988),
- «Дні чортополоха» (1996),
- «Оця, або чужа дитина» (2002),
- «Велика книжка про вампірятко» (2004),
- «Котяча музика» (2005).

Лауреат багатьох літературних премій.
З 2006 року — президентка Спілки австрійських авторів.
| Письменник | Це незавершена стаття про письменницю. Ви можете допомогти проєкту, виправивши або дописавши її. |